# Clump
Clump è un'appendice che si trova nella prora di numerose navi sotto la chiglia, al cui erano uniti i cavi di rimorchio per i paramine del dragaggio protettivo.

## Storia
Clump è nato come termine inglese utilizzato poi anche in Italia, lo si ritrova comunemente negli incrociatori, in navi da battaglia e alcuni incrociatori ausiliari.